# Przewłoczna
Przewłoczna (ukr. Переволочна) – wieś w rejonie złoczowskim obwodu lwowskiego Ukrainy. Do scalenia w 1934 r. w II Rzeczypospolitej miejscowość była siedzibą gminy wiejskiej w powiecie złoczowskim województwa tarnopolskiego.
Do 2020 w rejonie buskim. 

## Położenie
Na podstawie Słownika geograficznego Królestwa Polskiego i innych krajów słowiańskich Przewłoczna z Bajmakami to: wieś w powiecie złoczowskim, położona 40 km na północny-zachód od sądu powiatowego, stacji kolejowej i urzędu poczty i telegrafu w Złoczowie. Przysiółek „Bajmaki” leży wśród lasów, o 5 km na płd. od Przewłocznej. Odbywa się tu wyrób smoły i Oleska.
3 marca 1867 roku w Bajmakach urodził się tytularny generał dywizji Kazimierz Horoszkiewicz.